# Čon Hui-suk
Čon Hui-suk (* 16. června 1984) je korejská sportovní šermířka, která se specializuje na šerm fleretem. Jižní Koreu reprezentuje od prvního desetiletí jednadvacátého století. Na olympijských hrách startovala v roce 2016 v soutěži jednotlivkyň a v roce 2012 v soutěži jednotlivkyň a družstev. V roce 2009 obsadila druhé místo na mistrovství světa v soutěži jednotlivkyň. S jihokorejským družstvem fleretistek vybojovala na olympijských hrách 2012 bronzovou olympijskou medaili a v roce 2006, 2010 a 2011 vybojovala s družstvem třetí místo na mistrovství světa.